# Hermann Opferkuch
Hermann Opferkuch (* 18. Juli 1920 in Randenweiler, Gemeinde Stimpfach; † 25. Februar 1990 in Crailsheim) war ein deutscher Unternehmer und Politiker (CDU).

## Leben
Nach Besuch von Volks- und Handelsschule absolvierte Opferkuch eine Ausbildung als Industriekaufmann und arbeitete in Unternehmen und Banken. Nach Arbeits- und Kriegsdienst sowie Gefangenschaft in den Jahren 1940 bis 1945 baute er ab 1949 in Stimpfach das nach seinen Initialen und dem Sitzort benannte Süßwarenunternehmen Hosta auf, das er bis 1990 leitete.
Von 1962 bis 1972 war Opferkuch Kreisvorsitzender der CDU im Landkreis Crailsheim, nach der Kreisreform von 1973 bis 1985 im Landkreis Schwäbisch Hall. 1972 wurde er mit einem Direktmandat im Landtagswahlkreis Crailsheim in den Landtag von Baden-Württemberg gewählt, dem er bis 1984 angehörte. 1976 und 1980 wurde er jeweils mit einem Direktmandat im Landtagswahlkreis Schwäbisch Hall wiedergewählt.
Opferkuch war römisch-katholischer Konfession, verheiratet und hatte zwei Kinder.

## Auszeichnungen
1980 wurde Opferkuch mit der Staufermedaille ausgezeichnet.